# Konstantyn (Papastefanou)
Konstantyn, nazwisko świeckie Papastefanou (ur. 1924 w Damaszku, zm. 17 kwietnia 2016 w Atenach) – biskup Patriarchatu Antiocheńskiego.

## Życiorys
Wykształcenie podstawowe i średnie uzyskał w rodzinnym Damaszku. Studia teologiczne ukończył w Grecji; po uzyskaniu końcowego dyplomu przyjął w 1951 święcenia kapłańskie z rąk patriarchy antiocheńskiego Aleksandra III. Przez kolejne kilkanaście lat służył jako kapłan w cerkwiach Damaszku i sąsiadujących wsi, szczególną uwagę poświęcał pracy z młodzieżą. Od końca lat 50. był również dyrektorem seminarium duchownego w Balamand.
W 1964 patriarcha antiocheński Teodozjusz VI mianował go przełożonym monasteru św. Jerzego w okolicach Hims. Zreorganizował klasztor i jego otoczenie, utworzył przy nim niewielką wspólnotę żeńską. W 1967 został protosynglem metropolii Hamy. Dwa lata później, 7 października, został nominowany na biskupa pomocniczego metropolii Hamy, jego chirotonia biskupia odbyła się 17 października tego samego roku w monasterze św. Eliasza w Duhur asz-Szuwajr. W 1969 został metropolitą Bagdadu, Kuwejtu i okolicznych. Z jego inicjatywy powstały pierwsze parafie Patriarchatu Antiochii w Dubaju (1980), Omanie (1998) i Bahrajnie (2000).
W 2014 r., ze względu na zły stan zdrowia, przeszedł na własną prośbę w stan spoczynku. Zmarł w 2016 r.